# Галеаццо Чано
Джан Галеа́ццо Ча́но, 2-й граф Кортела́ццо і Букка́рі (італ. Gian Galeazzo Ciano, conte di Cortellazzo e Buccari; 18 березня 1903, Ліворно, Королівство Італія — 11 січня 1944, околиця Верони, Королівство Італія) — італійський політик, дипломат і журналіст. Зять Беніто Муссоліні, 24 квітня 1930 одружився з його донькою Едді. Автор цінних щоденників.

## Життєпис
Син видатного полководця та ветерана Першої світової війни Костанцо Чано. У юному віці він приєднався до фашистського руху, брав участь у марші на Рим 1922.
У 1925—1930 працював на дипломатичній службі, зокрема, у Ріо-де-Жанейро, Пекіні та Шанхаї (генеральний консул). Після повернення до Італії був, зокрема, міністром пропаганди у 1935—1936; у 1936 обійняв посаду міністра закордонних справ і члена Великої фашистської ради.
У міру зближення Муссоліні з нацистською Німеччиною Чано все більше розчаровувався в його політиці. З 1943 вів активну діяльність для виходу Італії з війни, у результаті чого втратив посаду міністра закордонних справ і був призначений послом у Ватикані.
24 липня 1943 на Великій фашистській раді підтримав резолюцію про відсторонення Муссоліні з посади.
Новий уряд маршала П'єтро Бадольо відмовився від послуг Чано, і останній разом з родиною втік до Німеччини. Це було серйозною помилкою, бо німці не забули про його діяльність щодо розриву союзу з Німеччиною. Чано схопили і видали владі Італійської соціальної республіки. Під тиском Гітлера і при повній байдужості Муссоліні, попри зусилля його дружини, на Веронському процесі Чано засудили до смертної кари, відтак на стрілецькому полігоні розстріляли бійці Чорносорочечники.
Автор знаменитих щоденників, у яких досить докладно описані провідні політичні фігури фашистської Італії та нацистської Німеччини.

## Походження, вимова
Італійське слово італ. ciano вимовляється як [ˈʧiano], синонім італ. fiordaliso — волошка, а також ціан, тобто ціановий / блакитний / волошковий колір.
Італійське прізвище італ. ciano вимовляється як [ˈʧano].

## Нагороди

### Італія
- Пам'ятна медаль маршу на Рим
- Срібна медаль «За військову доблесть» (Італія) — нагороджений тричі.
- Хрест «За військові заслуги» (Італія)
- Пам'ятна медаль військової операції в Східній Африці (1935—1936)
- Пам'ятна медаль експедиції в Албанію (1939)
- Вищий орден Святого Благовіщення (1939)
- Орден Святих Маврикія та Лазаря, великий хрест (1939)
- Орден Корони Італії, великий хрест (1939)
- Савойський цивільний орден
- Колоніальний орден Зірки Італії, великий хрест
- Орден Вірності (Албанія), великий хрест
- Орден Скандербега, великий хрест
- Пам'ятна медаль війни 1940—1943

### Ватикан
- Орден Пія IX, великий хрест (13 листопада 1937)
- Орден Золотої шпори (22 грудня 1939)
- Єрусалимський Орден Святого Гробу Господнього, великий хрест

### Іспанія
- Орден Ізабелли Католички, ланцюг (18 липня 1938)
- Імперський орден Ярма та Стріл, ланцюг (9 липня 1939)

### Інші країни
- Орден Білого лева, великий хрест (Чехословацька республіка; 7 червня 1937)
- Орден Білого Орла (Польща; 1938)
- Кавалер Великого хреста милості магістра (Мальтійський орден)
- Орден Заслуг німецького орла, великий хрест (Третій Рейх)